# Philaylack Sackpraseuth
Philaylack Sackpraseuth   (30 d'abril de 1987) és una velocista de pista laosiana que va competir internacionalment per Laos.
Sackpraseuth va representar Laos als Jocs Olímpics d'Estiu de 2004 a Atenes i als Jocs Olímpics d'Estiu de 2008 a Pequín. Va competir als 100 metres llisos en ambdues ocasions. El 2004 va córrer la distància en un temps de 13,42 segons acabant 8a del seu grup, sense poder avançar a la següent ronda. El 2008, va córrer la distància en 13,86 segons, aquesta vegada acabant la 9a en el seu grup i sense passar a la següent ronda.
La millor marca personal de Sackpraseuth en els 100 m és de 13,42 segons que va establir a Atenes durant els Jocs Olímpics de 2004. Després va igualar aquesta vegada a Berlín el 2009.